# Kontakt-5
Kontakt-5 är en rysk typ av andra generationens reaktivt pansar, ERA (Explosive Reactive Armor), efter israeliska Blazer och Kontakt-1. Kontakt-5 är den första typen av reaktivt pansar som i praktiken kan motverka moderna pilprojektiler, och monterades från 1985 på stridsvagnen T-80U.
Kontakt-5 består av "tegelstenar" med sprängmedel som är ihoptryckta mellan två metallplattor. Plattorna är placerade på ett sådant sätt att de rör sig snabbt i sidled när sprängmedlet detonerar. Detta tvingar inkommande pansarbrytande kinetiska projektiler eller strålen från pansarspränggranater, att penetrera mer pansar, eftersom "nya" metallplattor matas in i projektilens väg. 
En pansarbrytande kinetisk projektil blir också utsatt för stora krafter i sidled, som kan vara tillräckligt för att kapa projektilen i två eller flera bitar. Detta minskar kraftigt den genomträngande förmågan eftersom kraften kommer att skingras över en större volym pansar.

## Uppgraderingar
Relikt är den tredje generationens ryska ERA, och påstås vara dubbelt så effektiv som Kontakt-5. Sedan 2006 installeras den på T-72B och T-90. Den ryska arméns T-72B3M huvudstridsvagn innehåller Relikt. Relikt har utvecklats av NII Stali och använder en helt ny sammansättning av sprängämnen för att uppnå reaktivt skydd. Till skillnad från Kontakt-1 fungerar den lika tillförlitligt mot både låghastighets- och höghastighetsmissiler, fördubblar skyddet mot riktade sprängladdningar och ökar pansarvärnsstyrda missilskydd med 50 procent. Relikt försvarar sig mot tandemstridsspetsar och minskar penetrationen av APFSDS-rundor med över 50 procent.
Malachit är den senaste och fjärde generationens ryska explosiva reaktiva pansar monterad på vapenplattformen Armata.

## Användare
- Ryssland
- Ukraina
- Serbien (M-84AS)
- Algeriet (T-90 och T-72AG)
- Armenien (T-90)
- Azerbajdzjan (T-90)
- Belarus (T-72B3)
- Indien (T-90S)
- Iran (Relikt påstås finnas på Karrar och på en uppgradering av T-72M av IRGC, kallad T-72M Rakhsh. Kontakt-5 används även på en version av T-72S.
- Irak (T-90 och T-72M Rakhsh)
- Turkmenistan (T-90)
- Uganda (T-90)
- Vietnam (T-90)
- Syrien (T-90 och T-72B3)